# Feste Kaiser Wilhelm II.

Lage der Feste Kaiser Wilhelm II. und der Großfestung Straßburg, die zusammen die Breuschstellung bildeten

Die Feste Kaiser Wilhelm II. (französisch auch Fort de Mutzig, vormals Position de Mutzig) ist eine zwischen 1893 und dem Ersten Weltkrieg etwa 20 Kilometer westlich von Straßburg erbaute Befestigung im Reichsland Elsaß-Lothringen, das von 1871 bis 1918 zum Deutschen Kaiserreich gehörte. Mit einem Umfang von sechs Kilometern war die 254 ha große Festung beim Ausbruch des Ersten Weltkriegs im Deutschen Reich die flächengrößte geschlossene Festungsanlage. Zwischen dem Ende des Ersten Weltkriegs und Juni 2014 hieß die Festung offiziell Position de Mutzig.

## Aufgabe
Nach dem Deutsch-Französischen Krieg 1870/71 gelangten Teile von Elsass-Lothringen, die seit dem Westfälischen Frieden an Frankreich gefallen waren, an das Deutsche Reich. Um diese Gebiete zu sichern, wurden die schon von den Franzosen angelegten Festungen in Metz, Diedenhofen (französisch: Thionville) sowie Straßburg ausgebaut. Ein französischer Angriff hätte sich vor allem von Süden kommend, zwischen den natürlichen Hindernissen Vogesen und Rhein hindurch Straßburg nähern oder sogar westlich daran vorbei weiter ins Rheintal vorstoßen können. Eine stark ausgebaute Festung oberhalb der Stadt Mutzig sollte als rechter Stützpunkt eines Sperrriegels – der sogenannten Breuschstellung – zwischen Vogesen und Rhein fungieren. Darüber hinaus sollte diese Sperrbefestigung der Großfestung Straßburg einen Zeitgewinn zur Armierung verschaffen, das Breuschtal abriegeln und letztlich den Eisenbahnknotenpunkt Molsheim sichern.

## Planung und Errichtung

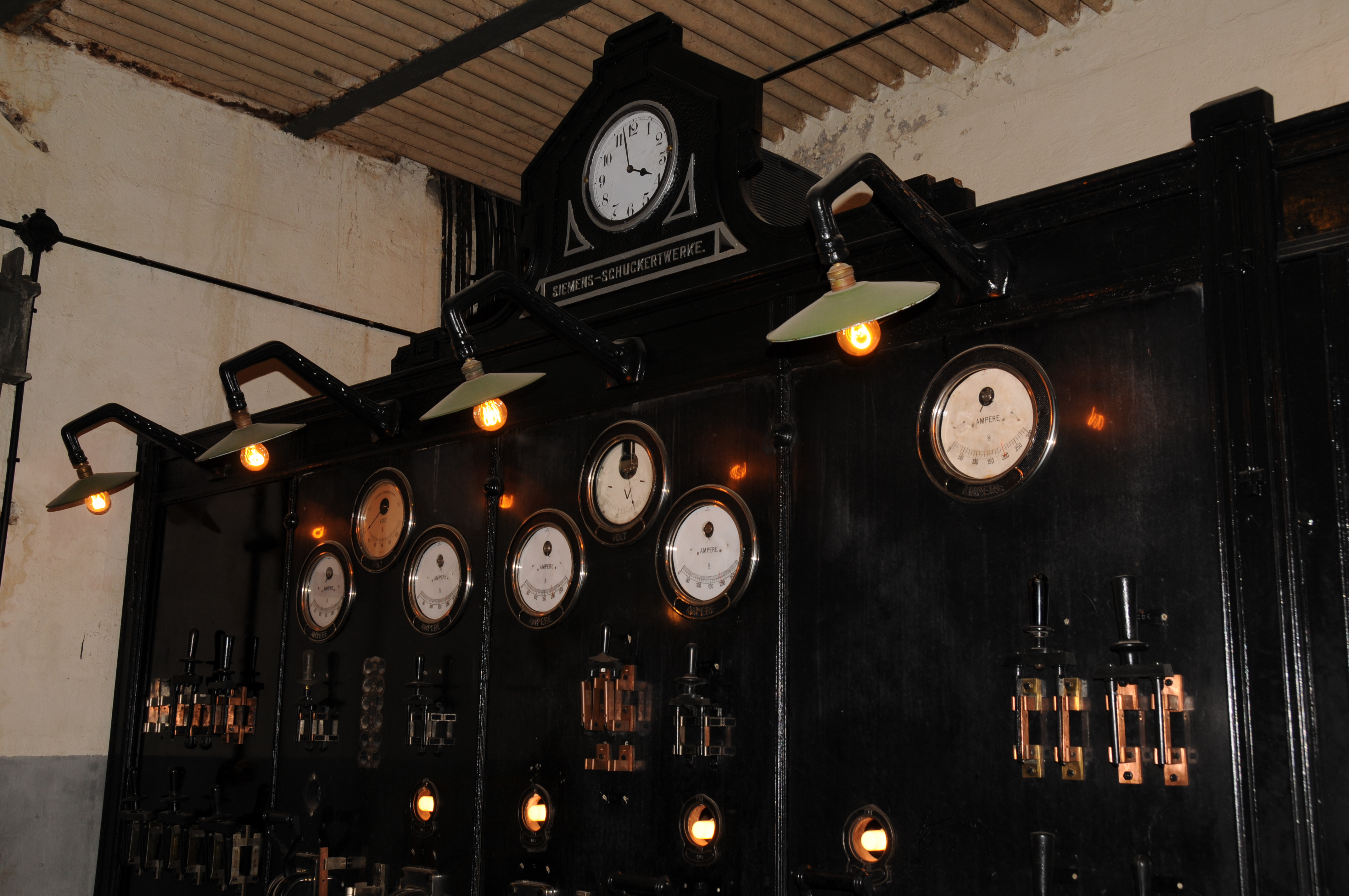
Schaltzentrale in der Festung

In fast 25 Jahren entstand etwa 200 m über dem Breuschtal (französisch Bruche), mit den Ortschaften Mutzig und Molsheim, auf einem in vier Kuppen geteilten Bergzug die Feste Kaiser Wilhelm II. In diesem Zeitraum vollzog der deutsche Festungsbau den großen Wandel vom gemauerten Einheitsfort, in dem Infanterie und Artillerie noch eine Einheit bilden, hin zur modernen Feste mit betonierten, aber von den Panzerbatterien getrennt errichteten Infanterieräumen. Mit Allerhöchster Kabinetts-Order vom 15. Mai 1884 bestimmte Kaiser Wilhelm I. den Bau von Befestigungsanlagen bei Mutzig. Die Planungen kamen vorerst über einen Entwurf nicht hinaus. Der junge, aber bereits sehr am Festungsbau interessierte Kaiser Wilhelm II. forderte am 5. November 1891, die Frage nach der Notwendigkeit der Mutziger Anlage nun endgültig zu beantworten. Von den ihm kurz danach vorgelegten Entwürfen entschied er sich für den kostengünstigeren mit nur zwei Forts (Ost und West). Gleichzeitig befahl er eine Überarbeitung der Pläne, da er die vorgesehene Lünetten-Form (fünfseitige, Vaubansche Grundform) der Forts ablehnte, stattdessen die modernere Dreieck-Form, wie sie in Belgien von Henri Alexis Brialmont geschaffen wurde, bevorzugte. Der endgültige Baubeginn wurde zum 28. April 1893 befohlen. Im Frühjahr 1895 war das Ostfort fast fertig. Das entsprechende Westfort wurde zwischen 1895 und 1897 errichtet. Beide sind nach der vom Kaiser gewünschten Form – das Westfort sogar als einziges im deutschen Festungsbau als reines Dreieck – erbaut. Auch um sein großes Interesse an dem Bauwerk zu dokumentieren, erhielt die Gesamtanlage am 14. Juni 1894 den Namen Feste Kaiser Wilhelm II. Für einen weiteren Ausbau der Artillerie standen vorerst nur beschränkte Geldmittel zur Verfügung, weshalb man 1898/1899 billigere, aber dafür offene und nur leicht gepanzerte Schirmlafetten-Kanonen (Batterie 1 auf der Höhe 375 und die Batterien 2 u. 3 auf der Blottenspitze) errichtete. Durch ihre Position und die hohen Aufbauten waren diese den Küstenbatterien ähnlichen Geschützstellungen für den Feind leicht auszumachen. Erst nach dem Verkauf der Südumwallung in Straßburg war wieder genügend Geld vorhanden, um zwischen 1904 und 1906 eine moderne, völlig unter Panzerschutz stehende Batterie (Nr. 6) mit 4 × 10-cm-Kanonen auf der Höhe 375 fertigzustellen. Damit war der artilleristische Ausbau der Festen abgeschlossen.
Zur Unterbringung der Mannschaften entstanden drei Kriegskasernen (Nr. 2 zwischen 1899 u. 1901, Nr. 1 u. 3 1901/02) sowie insgesamt 16 Stellungen mit betonierten Infanterieräumen. Von 1908 bis 1912 wurde abschließend um die Feste ein 25 m breites Drahthindernis errichtet. Weitere Ausbauten und Verbesserungen an den Infanteriestellungen zogen sich noch bis 1916 hin.

## Aufbau der Anlage

### Forts
Das auf einer Höhe von 382,4 m ü. NHN, in Dreiecksform mit gebrochener rechter Face erbaute Ostfort wird von einem 6 m tiefen Graben eingefasst, der durch drei Grabenstreichen gedeckt ist. 

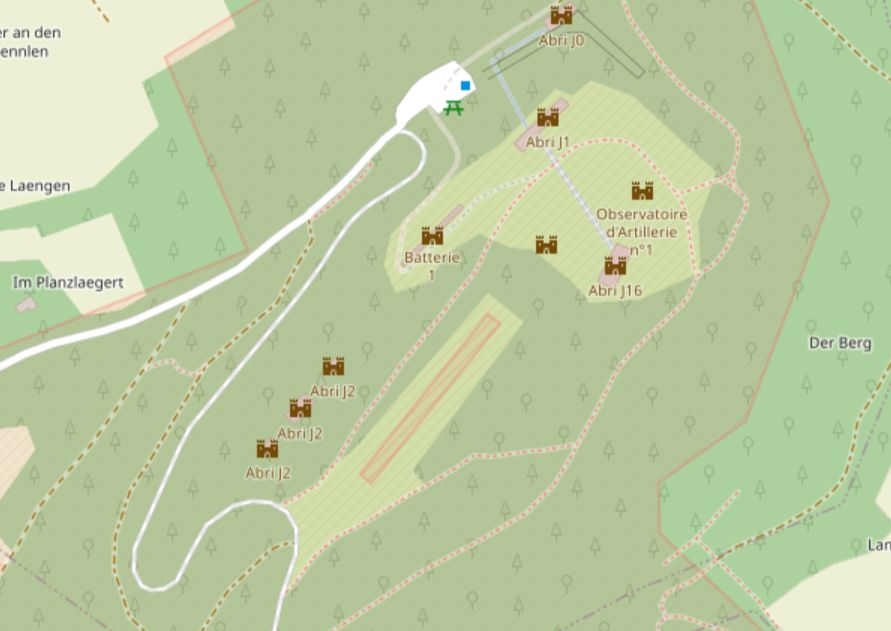
Grundriss

Direkt vor der Kehlkaserne, die eine Kompanie aufnehmen sollte, befinden sich verschiedene Turmgeschütze (später als Batterie 5 bezeichnet), Wachtürme und ein gepanzerter Beobachtungsstand. Das Westfort entstand als fast gleichseitiges Dreieck mit daher nur zwei Grabenstreichen hinter der Blottenspitze auf etwa 390 m Höhe. Auch hier bildet die Kehlkaserne mit der davor liegenden Geschützstellung (Batterie 2) noch eine Einheit. Die Entfernung zwischen beiden Kernwerken beträgt über 900 m.

### Bewaffnung

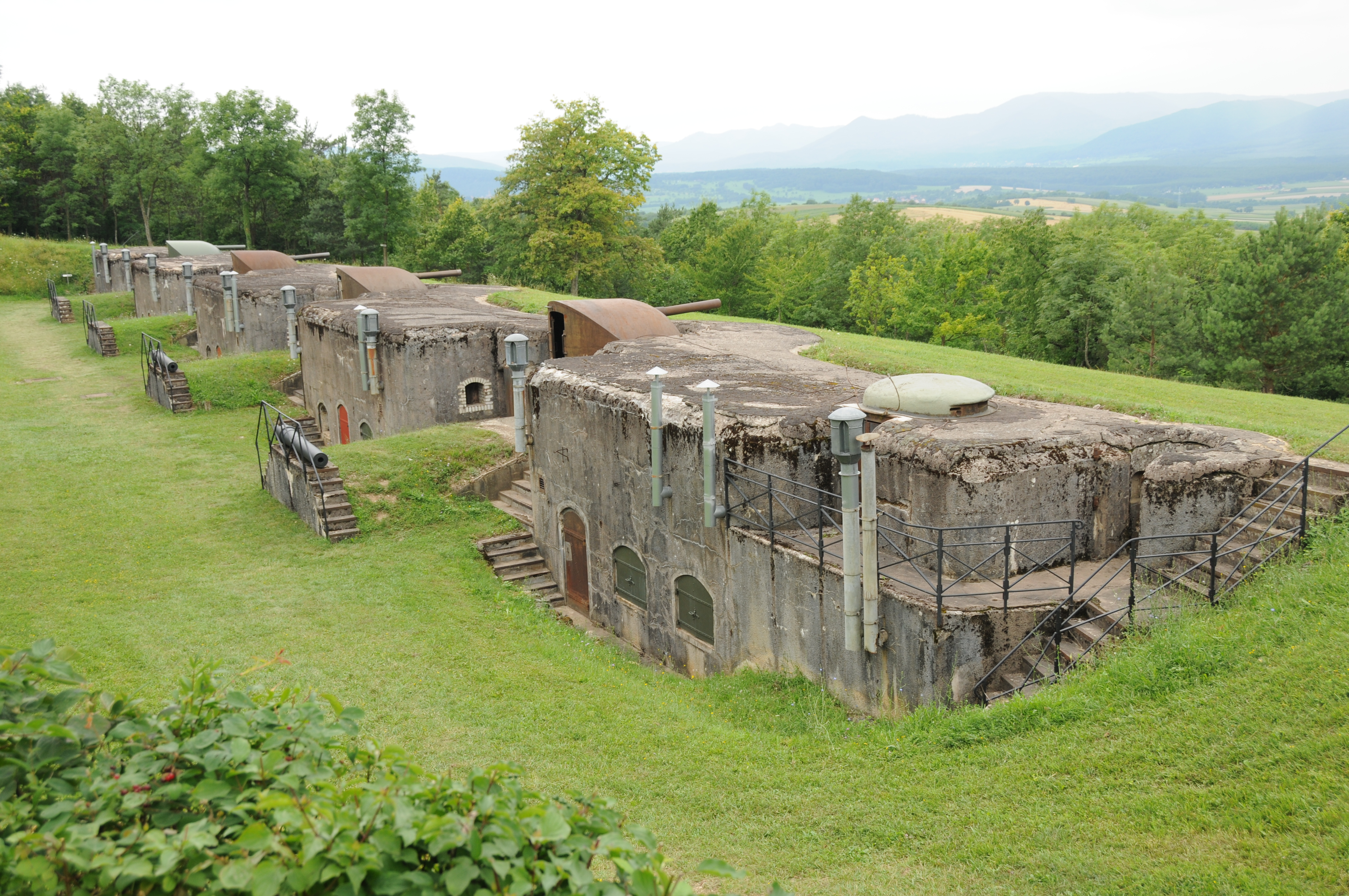
Schirmlafetten-Batterie Nr. 1

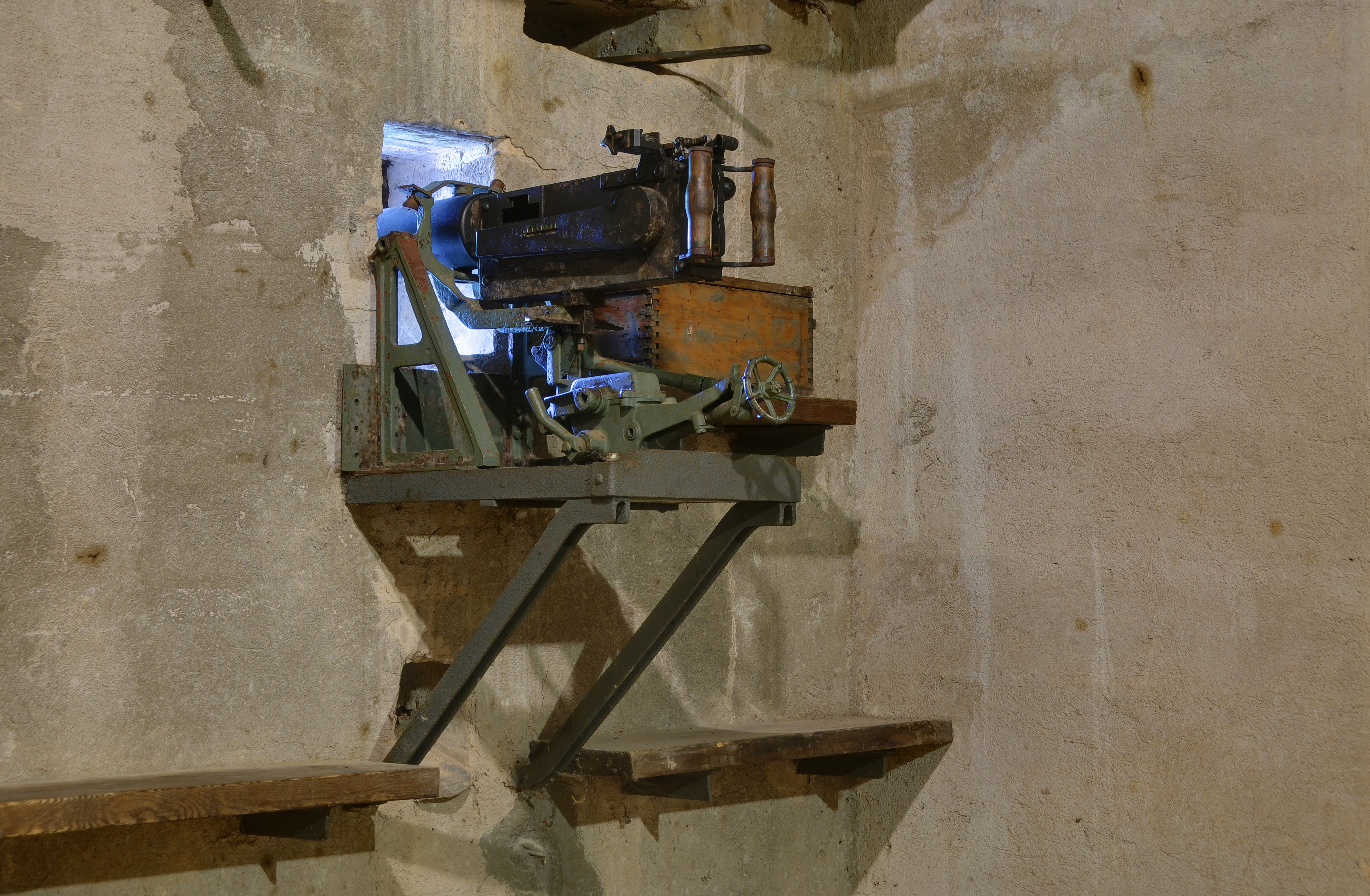
Maschinengewehr

- Batterie 1 (im Nordwesten, Höhe 375) mit 4 × 10-cm-Schirmlafetten-Kanonen, 80 mm Kuppelpanzer, Gesamtgewicht 19 t, Reichweite 10800 m, Feuergeschwindigkeit bis 9 Schuss pro Minute (S/min).
- Batterie 2 (im Westfort) mit 4 × 15-cm-Haubitzen Typ 93, 150 mm Kuppelpanzer aus Nickelstahl, Gesamtgewicht über 60 t, Reichweite 7200 m, Feuergeschwindigkeit 2 bis 4 S/min.
- Batterie 3 u. 4 (auf der Blottenspitze, Höhe 390 m) mit je 3 × 10-cm-Schirmlafetten-Kanonen.
- Batterie 5 (im Ostfort) mit 4 × 15-cm-Haubitzen Typ 93.
- Batterie 6 (im äußersten Osten, Höhe 374) mit 4 × 10-cm-Kanonen verstärkt, 150 mm Kuppelpanzer aus Nickelstahl, Gesamtgewicht über 60 t, Reichweite bis 10800 m, Feuergeschwindigkeit 9 S/min.
- 8 Verschwindetürme (6 im Ost- u. 2 im Westfort) mit 5,7-cm-Schnellfeuerkanone für Kartätschenmunition als Sturm-Abwehrgeschütz, 150 mm Kuppelpanzer aus Nickelstahl, Gesamtgewicht ca. 58 t, Reichweite 500 m, Feuergeschwindigkeit 25 S/min.
- Die Grabenstreichen der beiden Forts waren mit 5,3-cm-Schnellfeuerkanonen bestückt. Dieser Geschütztyp war auch in den Fahrpanzern montiert. Mit einer 40 mm starken Panzerung versehen, konnten sie auf einem Transportwagen mit 60 cm Spurweite je nach Bedarf in die dafür vorgesehenen Stellungen eingesetzt werden. Die Feste besaß 16 solcher Fahrpanzer mit einer Feuergeschwindigkeit von 25 Schuss pro Minute und einer Reichweite zwischen 400 und 3000 m.

### Versorgung
In der Feste gab es vier Kraftstationen mit Deutz-Dieselmotoren zur Erzeugung der elektrischen Energie (jeweils in den beiden Forts, in der Panzerbatterie (Nr. 6) sowie im Infanterieraum 16). Die Wasserversorgung wurde über vier Tiefbrunnen (im Ostfort beispielsweise 223 m tief) und Zisternen sichergestellt. Die beiden Forts, die Kriegskasernen und die meisten Infanterieräume waren mit Küchen und zum Teil auch mit Bäckereien ausgestattet. Krankenstationen mit OP-Sälen waren in den Kriegskasernen, die Infanterieräume waren mit kleineren San-Stationen ausgestattet. Von den drei für 1620 Mann ausgelegten, in die natürlichen Hänge hineingebauten Kriegskasernen sind nur die Rückfronten sichtbar. Die Fensteröffnungen konnten mit schweren Eisenläden verschlossen werden. Die Feste konnte bis zu drei Monate autark betrieben werden. Die relativ komfortable Unterbringung der Besatzung und die lange Autarkie war eine Neuerung im Festungsbau, die später beim Bau der Maginot-Linie aufgenommen wurde.

### Kommunikation
Nach außen erhielt die Feste bereits 1893 eine Telegraphenverbindung zum Fort Bismarck in Straßburg. 1902 wurde im Ostfort eine Funkstation eingebaut. Erst 1903/04 entstand eine Zufahrtsstraße von Sulzbad auf die Feste, eine zweite in französischer Zeit von Dinsheim aus. Innerhalb der beiden Forts waren die wichtigsten Teile wie Batterie, Wachtürme und Beobachtungsstände durch Sprachrohre miteinander verbunden. 1903 wurden in der Gesamtanlage Fernsprechverbindungen verlegt. Nicht zuletzt wegen des felsigen Untergrundes wurden nur wenige Anlagenteile unterirdisch miteinander verbunden. Ein Gang verbindet die Infanterieräume 1 und 16, ein weiterer, 250 m langer die Panzerbatterie mit der Kriegskaserne Nr. 3.

## Besatzung und Kriegseinsatz

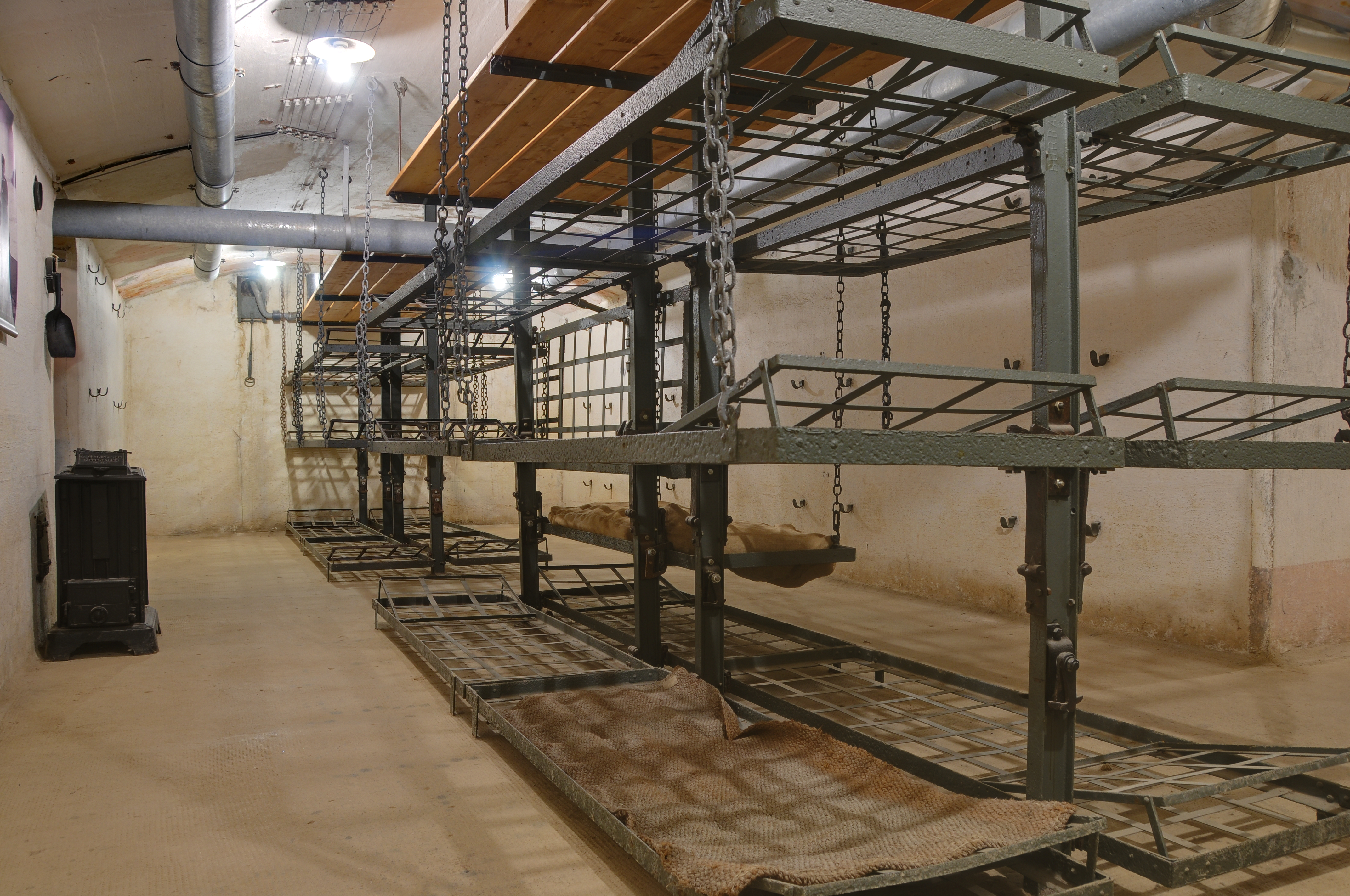
Schlafsaal mit Etagenbetten in der Festung

Insgesamt war die Feste für 6500 Mann Besatzung ausgelegt. Im Alarmfall stellte das III. Bataillon des Infanterie-Regiments 143 aus Mutzig die Sicherheitsbesatzung. Zu Beginn des Ersten Weltkrieges wurde das Reserve-Infanterie-Regiment Nr. 60 mit 3 Bataillonen, Teilen des Badischen Fußartillerie-Regiments Nr. 14 aus Straßburg sowie die 8. Kompanie des Hohenzollernschen Fußartillerie-Regiments Nr. 13 aus Breisach auf die Feste verlegt. Zur Versorgung der Festung wurde die 8. Landsturm-Festungs-Train-Eskadron mobilgemacht. Lediglich am 18. August 1914 gab eine Batterie der Blottenspitze 291 Schuss in Richtung Urmatt ab, an weiteren Kampfhandlungen war die Feste dann nicht beteiligt. 1917 wurde die Hälfte der 10-cm-Schirmlafetten abgebaut und an die Front verbracht.
Nach dem verlorenen Ersten Weltkrieg ging die Anlage ansonsten völlig unbeschädigt in den Besitz Frankreichs über. Eine Untersuchungskommission befürwortete ihre Eingliederung in das geplante System der französischen Rheinverteidigung. 1940 lagen Teile der 155. RAP (Artillerie), des 237. RI (Infanterie) und des 1. Pionier-Regiments auf der Feste. Am 13. Juni 1940 erging der Befehl, die Rheinstellung zu räumen. Auch die Feste wurde wenig später aufgegeben und dabei die meisten Geschütze unbrauchbar gemacht. Deutsche Militärs vermuteten noch französische Truppen auf der Anlage und befahlen einen Stuka-Angriff des Kampfgeschwaders 28. Kurz zuvor war die Feste jedoch von Teilen der 215. Infanterie-Division kampflos besetzt worden. Bei dem dann trotzdem durchgeführten Luftangriff starben über 70 deutsche Soldaten. Im November 1944 näherte sich die 3. US-Infanterie-Division über das Breuschetal der Feste, die von wenigen deutschen Truppen besetzt war. Am 26. November war die Anlage unter anderem von der E-Kompanie, I. Bataillon, 30. US-Infanterie-Regiment umstellt. Starker Artilleriebeschuss und mehrere Luftangriffe waren erfolglos. Der Mangel an Nachschub und die aussichtslose Lage zwangen die deutsche Besatzung dann am 5. Dezember 1944 zur Aufgabe.

## Die Festung heute

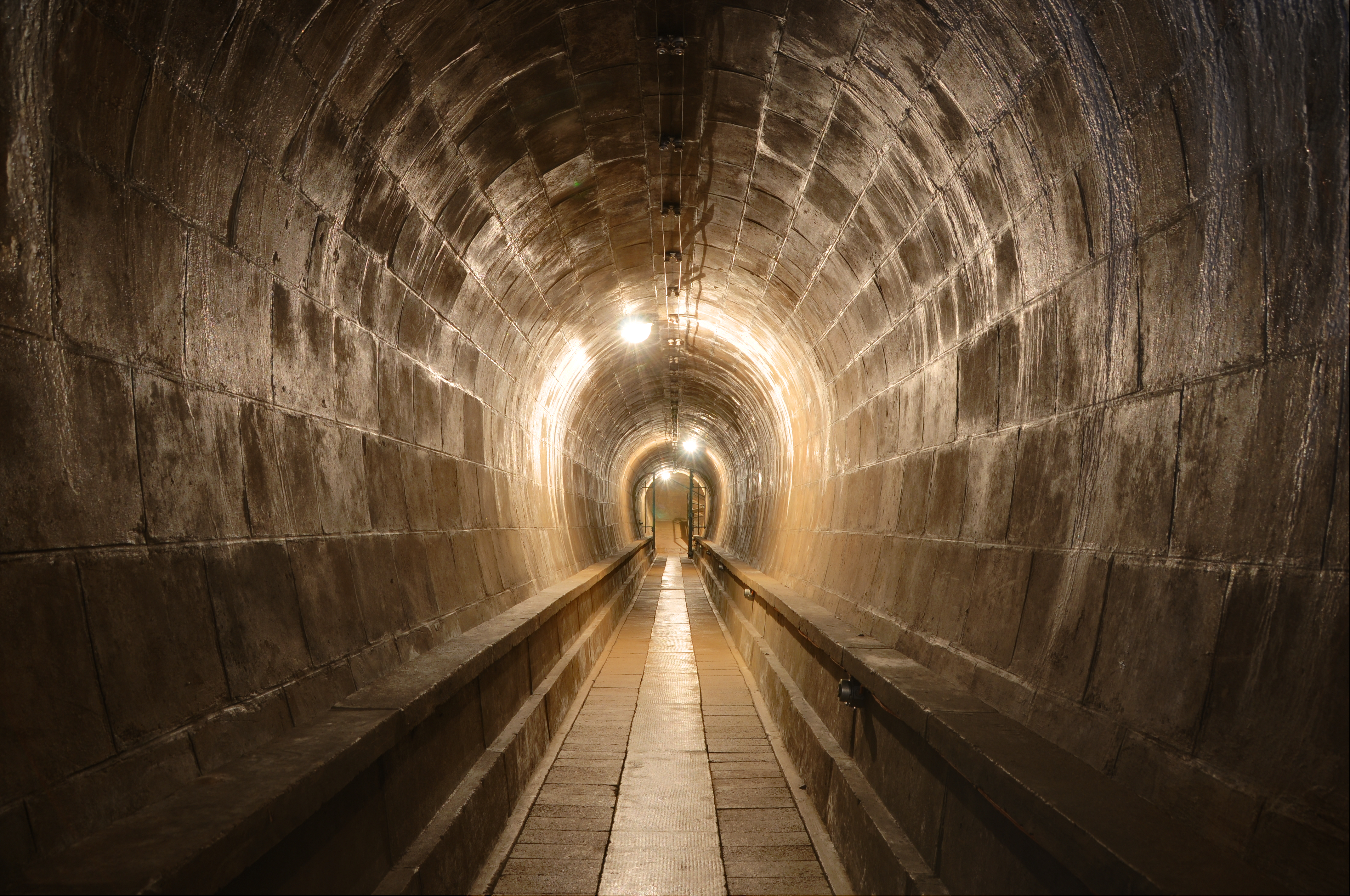
Beleuchteter Tunnel

Nach dem Zweiten Weltkrieg wurde die Feste zum Übungsgelände der französischen Armee. Teile des Ostforts wurden 1947 zugeschüttet, das Drahthindernis weitgehend entfernt. Die Anlage wurde in den 1960er-Jahren aufgegeben, blieb aber im Besitz des Militärs.
Da die Festung nie ernsthaft umkämpft wurde, gehört sie weltweit zu den am besten erhaltenen Festungsbauten aus der Zeit vor dem Ersten Weltkrieg. Seit 1984 restaurieren Deutsche und Franzosen in ehrenamtlicher Arbeit  die Anlage. Erste Erhaltungsarbeiten begannen im nordwestlichen Abschnitt. Die zugänglichen Bereiche werden heute von den kooperierenden Vereinen Association Fort de Mutzig (Frankreich) und Förderverein Feste Kaiser Wilhelm II (Deutschland) unterhalten. Dadurch nimmt die Festungsanlage heute aktiv an einer friedlichen europäischen Vision teil. Am 11. November 1995 erfolgte die Eröffnung der restaurierten Abschnitte als Technik- und Architekturmuseum für das Publikum.
Die Schirmlafetten-Batterie 1 sowie der Schützengraben 16 können besichtigt werden. Am 1. Mai 2005 wurde ein Original-Geschütz der Schirmlafettenbatterie abgefeuert (Baujahr 1903 Krupp Essen). Ebenso sind zwei Infanteriebunker J1 und J16 wieder funktionsfähig, d. h. Bäckerei, Küchen, Brunnenanlage, Stromgeneratoren etc. sind wieder restauriert. Eine Führung dauert ca. 2 ½ Stunden. Es werden auch die sehr detailtreuen Gemälde André Brauchs von den Straßburger Festungen ausgestellt. Seit dem 6. Juni 2014 trägt die Festung wieder ihren ursprünglichen Namen nach ihrem Erbauer Kaiser Wilhelm II.